# Музыкантов, Анатолий Николаевич
Анатолий Николаевич Музыкантов (род. 25 января 1950, Малый Убей, Татарская АССР) — советский и российский деятель культуры, танцор, балетмейстер и педагог.

## Биография
Родился 25 января 1950 года в деревне Малый Убей Дрожжановского района Татарской АССР. Брат чувашской поэтессы В. Н. Тарават и муж актрисы  В. И. Музыкантовой.
В 1978 году окончил Казанский государственный институт культуры, после чего в 1978—1980 годах работал артистом балета в Чувашском государственном ансамбле песни и танца.
В 1980 году Анатолий Музыкантов создал на базе Дома культуры Чебоксарского завода промышленных тракторов ансамбль народного танца «Сувар», став его руководителем. В 1983 году ансамблю было присвоено звание «народный». Некоторое время А. Н. Музыкантов преподавал в Чувашском государственном институте культуры и искусств.
30 января 2020 года в большом зале Республиканского центра народного творчества «ДК тракторостроителей» состоялся юбилейный вечер «Музыкантов приглашает…», посвящённый 70-летию заслуженного работника культуры Российской Федерации и Чувашской Республики Музыкантова Анатолия Николаевича.

## Заслуги
- Заслуженный работник культуры Чувашской АССР (1988), заслуженный работник культуры Российской Федерации (1994).
- В 2002 году был удостоен премии «Золотая лира» как лучший балетмейстер года.
- Лауреат премии Министерства культуры Российской Федерации «Душа России» в номинации «Народный танец» (2003).
- Награждён медалью ордена «За заслуги перед Чувашской Республикой» (2010).